# Antònia Font (àlbum)
Antònia Font és el primer àlbum del grup mallorquí Antònia Font, publicat l'any 1998. La gravació del disc es va allargar durant els mesos de setembre i octubre de 1998 als Estudis TJ So. L'àlbum va ser reeditat per Discmedi/Blau el 2002.
El disc inclou dues de les quatres cançons de la seva maqueta enregistrada l'any anterior; eren «Cibernauta Joan» i «S'Univers és una festa». La cançó 1, 8 i 16 es titulen totes tres igual: «Cibernauta Joan». L'ús del terme cibernauta a la cançó no tenia cap relació amb Internet. La cançó «Viure sense tu» es va començar a programar pels 40 principals de l'illa i la popularitat com a banda va augmentar significativament; el nombre de públic en les seves actuacions va experimentar un gran creixement.
En aquest primer disc, se'ls compara amb Sisa per les seves lletres de caràcter surrealista i el seu pop dolç. Segons reconegué Jaume Manresa, gran part dels temes del disc van ser fets pensant en el directe i no en ser gravats, perquè entenien que aquests els haurien de tocar en revetlles i petits locals, i que havien d'atreure la gent. En discs posteriors, aquesta manera de compondre es va capgirar; els temes eren gravats i després els adaptaven pel directe.

## Cançons
| Núm. | Títol                    | Durada |
| ---- | ------------------------ | ------ |
| 1.   | «Cibernauta Joan»        | 4:00   |
| 2.   | «La meva clientela»      | 3:03   |
| 3.   | «Viure sense tu»         | 3:39   |
| 4.   | «S'Univers és una festa» | 3:47   |
| 5.   | «En s'estiu»             | 3:56   |
| 6.   | «Com una bombolla»       | 3:57   |
| 7.   | «Hotel Occidental»       | 3:25   |
| 8.   | «Cibernauta Joan (II)»   | 3:56   |
| 9.   | «Tot sol»                | 4:21   |
| 10.  | «L'estel d'Aquari»       | 4:11   |
| 11.  | «L'aire de ca teva»      | 4:11   |
| 12.  | «Amb un velomar»         | 4:56   |
| 13.  | «La vida passa»          | 3:43   |
| 14.  | «Cibernauta Joan (III)»  | 7:50   |